# Автогол
Автогол е термин във футбола и в други отборни спортове, който означава гол, отбелязан от играч във вратата на своя отбор. Обикновено е неволен, но се брои като редовен гол. Често се случва в резултат на опит за защитна игра, която се е провалила или е била внезапно възпряна от противников играч. Счита се за един от най-смущаващите гафове в спорта.
В някои части на света терминът „автогол“ е станал метафора за всякакво действие, което се обръща срещу човека, който го е предприел.

## Във футбола
Във футбола автогол възниква, когато играч вкара топката във вратата на собствения си отбор, при което гол се отбелязва в полза на противниковия отбор.
Фактът, че защитникът докосва последен топката, не означава автоматично, че голът се записва като автогол. Само ако топката отиде зад гол-линията заради защитаващия играч, се приписва автогол. Поради тази причина изстрел, който е прицелен във вратата, няма да е автогол дори ако е отклонен от защитник. В този случай голът се приписва на атакуващия играч дори ако изстрелът иначе би бил спасен от вратаря.
Автогол не може да бъде отбелязан директно (без друг играч да докосне топката) от тъч, пряк свободен удар, корнер или удар от вратата. Ако възникне такава ситуация, атакуващият отбор получава правото на корнер.